# Incidente ferroviario del ponte sulla Laguna di Venezia
L'incidente ferroviario del ponte sulla Laguna di Venezia  fu un tamponamento tra il treno direttissimo 619 e il diretto 184 avvenuto sul lungo ponte sulla Laguna tra Venezia e Mestre, poco prima della mezzanotte dell'8 ottobre del 1920. Con un bilancio di 25 morti e parecchie decine di feriti è l'incidente ferroviario più grave avvenuto in Veneto.

## Gli avvenimenti
Il treno diretto 184 per Milano e Torino era partito da Venezia alle ore 23:30 circa con 40 minuti di ritardo ed era stato fermato al segnale della sezione di blocco antecedente alla stazione di Mestre. La fermata durò qualche minuto poi venne segnalata la via libera. Il convoglio però non poté prendere velocità perché alcune carrozze erano rimaste frenate e si fermò nuovamente tra le due sezioni. Il personale discese per sfrenare le carrozze e le operazioni durarono alcuni minuti.
Il capostazione di Venezia, circa dieci minuti dopo, diede l'ordine di partenza al direttissimo, giunto da Trieste e diretto a Roma, che sostava in stazione. Il direttissimo si avviò procedendo a velocità moderata e con i segnali delle prime due sezioni di blocco, poste sul lungo viadotto, a via libera ma ad un certo punto il macchinista intravide i segnali di coda del treno fermo, azionò i freni ma non riuscì ad evitare l'impatto violento. Le quattro vetture di coda del diretto investito si sfasciarono, le ultime due furono ridotte ad ammassi di rottami in quanto l'ultima di coda penetrò quasi per intero nella penultima sfasciandosi e uccidendo un gran numero di passeggeri. I rottami della seconda vettura di coda abbatterono dei pali di sostegno interrompendo le linee telegrafica e telefonica. La locomotiva del direttissimo investitore ebbe invece pochissimi danni; macchinista e fuochista, dopo avere messo in azione la massima frenatura, riuscirono a salvarsi saltando a terra poco prima dell'urto e si allontanarono per sottrarsi all'arresto preventivo. La linea ferroviaria rimase completamente ingombra a causa dell'ammasso di rottami.
Alcuni tra i viaggiatori, tra i quali c'erano un medico e un capitano di artiglieria, iniziarono a portare soccorso, per quanto potevano, alla luce di torce improvvisate attirati dalle urla e dai lamenti dei feriti.
La notizia dell'incidente venne recata da un viaggiatore del direttissimo che percorse a piedi il tratto di linea fino alla stazione in quanto i telefoni erano andati fuori uso.  
Il Prefetto di Venezia giunse sul posto, col treno di soccorso, circa mezz'ora dopo. Squadre di pompieri e di soldati, alla luce di torce a vento, iniziarono a sgomberare i rottami recuperando feriti e vittime. Alcuni medici di Venezia trasformarono in ambulanza la vettura postale. Dopo un'ora la parte anteriore del treno investito rimasta indenne fu fatta proseguire fino a Mestre sgombrando la linea. Da Mestre poi giunsero altri soccorsi con un treno. Il primo treno di soccorso con i feriti fece ritorno a Venezia verso le ore 2:30. Altri vennero avviati poi all'ospedale civile di Mestre. 
La circolazione riprese solo alle 7:50 su un solo binario, quello di arrivo. Alle ore 9:30 passava il primo treno proveniente da Mestre. Verso mezzogiorno fu riattivato anche il secondo binario avendone completato lo sgombero dai rottami che vennero trasportati a Mestre. 
In segno di lutto gli operai del porto, dell'arsenale e degli altri stabilimenti, sospesero il lavoro.

## I treni coinvolti
(Orari e composizioni desunte da Orario generale ufficiale Pozzo, quadro 53, pagina 62 del gennaio 1921)
Il treno diretto n. 184 in partenza alle ore 22:50 da Venezia Santa Lucia, per Milano e Torino; in composizione carrozza letti proveniente da Trieste e diretta a Torino giunta con treno DD 619 da Trieste alle ore 22:25. Partito con ritardo alle 23:30 circa  e in precedenza al DD 619.
Il treno direttissimo n. 619 in partenza alle ore 23:20 da Ve S.L. per Roma Termini; in composizione carrozze di 1 e 2 classe e carrozza letti da Trieste per Roma. Partito a seguito del diretto con distanziamento d'orario di dieci minuti.

## Luogo del disastro

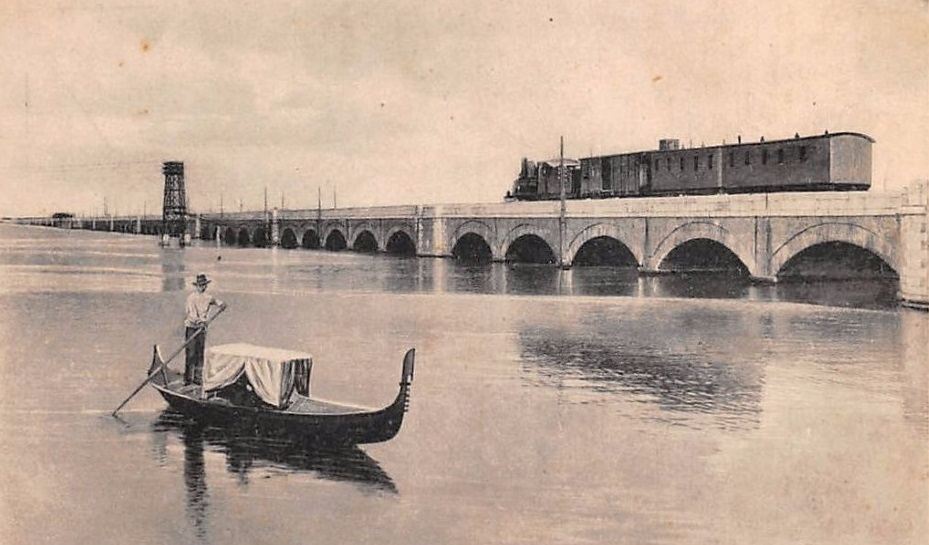
Ponte della Laguna in un'immagine storica

Il tamponamento avvenne sulla sezione del viadotto che faceva parte del territorio di Mestre.

## L'inchiesta
L'inchiesta giudiziaria venne affidata al commissario compartimentale di Pubblica sicurezza Lo Masto. Un'inchiesta venne avviata anche dal Capo compartimento delle ferrovie. Lo scopo comune era l'accertamento delle cause dell'incidente e l'individuazione delle responsabilità.
La circolazione sul ponte della Laguna era regolata da tre posti di blocco che permettevano un invio a successione d'orario dei treni dalla stazione di Venezia verso Mestre. Il diretto 184 era partito con oltre mezz'ora di ritardo per un problema tecnico alla locomotiva ed aveva percorso la prima e la seconda sezione di blocco. Giunto al segnale del terzo blocco fu costretto a rallentare fino a fermarsi per il segnale posto a via impedita ma quando questo venne disposto a via libera non riuscì a sfrenare del tutto il convoglio; alle 23:43 fu infine costretto a fermarsi tra il blocco 2 e il blocco 3 ancora sul ponte. Il personale del treno prestamente disceso iniziò a "sfrenare" le carrozze manualmente ma non fece in tempo a segnalare la via ingombra perché sopraggiunse il direttissimo. Questo era partito dalla stazione di Venezia dieci minuti dopo la partenza del diretto passando a via libera il segnale di blocco intermedio n. 2; quando scorse i fanali rossi della vettura di coda del 184, tentò di fermarsi. Nonostante il controvapore e l'azionamento rapido dei freni, la locomotiva investì la coda del diretto costituita da una vettura di terza classe; questa si sfasciò introducendosi quasi per intero nella successiva carrozza letto distruggendola internamente.
Vennero interrogati, il guardiano della seconda sezione di blocco Damiano e il guardiano della terza sezione Tantuo; il Damiano disse che il segnale era a via impedita per difficoltà di azionamento a causa della ruggine e questo aveva fermato il treno diretto per Milano. Furono poi tratti in arresto su mandato del Procuratore del Re. Il macchinista del diretto, Giovanni Poli e il fuochista, Giovanni Boccate, dichiararono che quando il treno si rimise in moto i freni funzionavano male. I segnali a terra per segnalare la via ingombra, tali da essere visti dal treno sopraggiungente, non furono messi in tempo lungo la linea dal personale del diretto.

## Le vittime
L'identificazione delle vittime avvenne con una certa difficoltà a causa delle condizioni dei resti. 
Le vittime identificate nei primi giorni: Penso Giuseppe, da Venezia: Rizzioli Giulia, da Venezia: Pierre Aline, pittore svizzero, Mileto Filippo, di 28 anni, da Milano: Sapienti Giuseppe, da Venezia, Bondesan Tarquinio e il nipote Ortensio, Pianezza Guerino, da San Tommaso di Belluno; Santo Libero, di Loreo; Teresa Carasso di anni 41 di Genova; Gino Boschetti di anni 46 da Montichiari, e la figlia Caterina; Giovanni Bonifazi, pastore evangelico, di Padova e Ferraretto Gugliemo di anni 23 da Orgiano. 
Nei giorni successivi vennero identificate altre vittime: Umberto Bonaventura, il figlio Aldo e la moglie Viola Falorni da Padova, Rosina Falorni di Volterra, Gina Redolfi di anni 24 da Aviano.
Dei feriti ricoverati all'Ospedale Civile morirono: Pierino Rizzieri torinese e la moglie Maria da Venezia. Moriva qualche giorno dopo anche Giuseppe Traverso di anni 33, da Genova.
I feriti gravi ricoverati a Mestre e a Venezia: Matteo Dugo di anni 69, ferroviere da Mestre; Rizzioli Salvino di anni 48 da Chioggia; Silvano Bardesina di anni 22 da Torino; Mentina Navetta di anni 25 da Milano; Pierino Pravetto di anni 24 da Padova; Napoleone Tardinelli, di anni 65 da Padova; Giovanni Barg di anni 33 da Marsiglia; Giovanni Favaretto da Milano; Paolo Maruzzi di anni 19 da Varese; Maddalena Adelle di anni 30 da Belluno; Aurelio Parmisani di anni 36 da Venezia; Giuseppe Naverso di anni 33 da Albissola; Ernesta  Bernotta di anni 27 da Vicenza; Giannina Badiani di anni 23 da Vicenza; Maria Rizzioli  di anni 35 da Venezia; Giuseppe Dal Pozzo di anni 44 da Bologna; Albino Gorlini di anni 35 da Vizzola Ticino (Varese); Rocco Romano di anni 26 da Roma; Tancredi Falumelli di anni 48 da Roma; Umberto Barbato di anni 43 da Torino; Pierino Rizzieri di anni 35; Enrica Badiani, col marito Giovanni Badiani e la cognata Giannina. Di questi un certo numero versavano già in condizioni disperate.
Tra i feriti anche un pulitore delle ferrovie, Giuseppe Dal Pozzo, che si trovava sul treno direttissimo investitore, sul vagone immediatamente dietro la locomotiva.